# Rue Gustave-Goublier
La rue Gustave-Goublier est une voie publique située dans le 10e arrondissement de Paris.

## Situation et accès
La rue Gustave-Goublier est une voie publique située dans le 10e arrondissement de Paris. Elle débute au 41, rue du Faubourg-Saint-Martin et se termine 18, boulevard de Strasbourg. Elle prolonge le passage de l'Industrie.

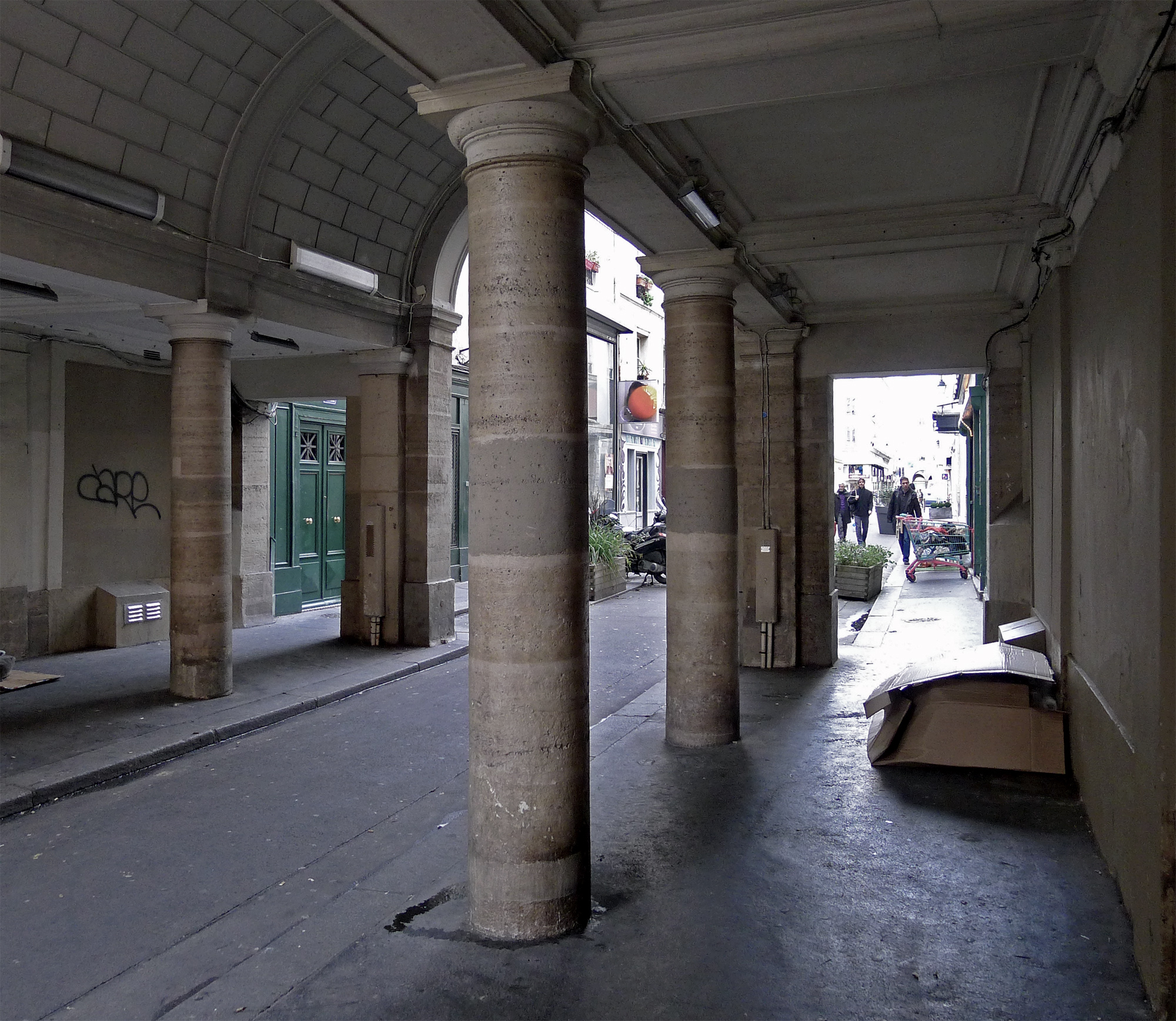
Passage côté rue du Faubourg-Saint-Martin.
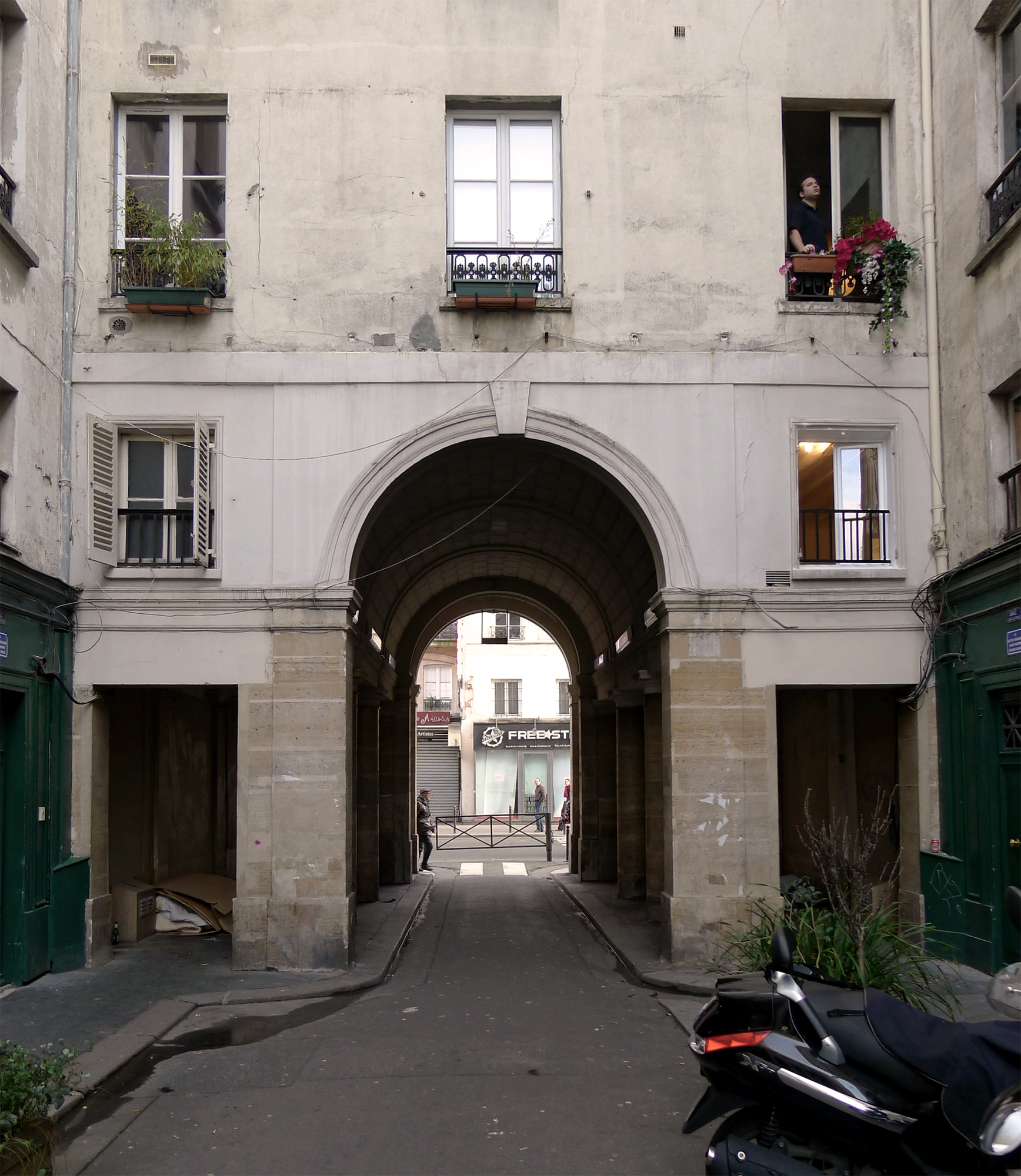
En direction de la sortie rue du Faubourg-Saint-Martin.

## Origine du nom
Elle porte le nom du compositeur Gustave Goublier (1856-1926).

## Historique
Cette rue est ouverte en 1827 sous le nom de « passage de l'Industrie » entre la rue du Faubourg-Saint-Denis et la rue du Faubourg-Saint-Martin. La partie comprise entre la rue du Faubourg-Saint-Martin et le boulevard de Strasbourg devient, par arrêté du 27 juillet 1936, la « rue Gustave-Goublier ».